# Brettanomyces nanus
Brettanomyces nanus (Kroemer & Krumbholz) S.A. Mey. & Yarrow – gatunek grzybów należący do klasySaccharomycetes.

## Systematyka i nazewnictwo
Pozycja w klasyfikacji według Index Fungorum: Brettanomyces, Saccharomycetaceae, Saccharomycetales, Saccharomycetidae, Saccharomycetes, Saccharomycotina, Ascomycota, Fungi.
Pierwotnie opisany przez M.T. Sm., Bat. Vegte i Scheffersa w 1981 roku jako Eeniella nana. Jego obecną systematykę ustalili w 1994 roku M.T. Sm., Boekhout, Kurtzman & O’Donnell.
Synonim: Eeniella nana M.T. Sm., Bat. Vegte & Scheffers.